# 小柳調平
小柳 調平（おやなぎ ちょうへい、1878年（明治11年）10月 - 1944年（昭和19年）9月1日）は、日本の実業家。初代新潟日報社代表取締役社長 。

## 人物
小柳胖（第4代新潟日報社社長）の父。萩野左門、加藤勝弥、山添武治らと新潟日報社の前身である『新潟毎日新聞』を創刊した 。

## 経歴
1916年　新潟毎日新聞社専務理事。1934年　新潟毎日新聞社社長。1941年　新潟日日新聞社社長。1942年　新潟日報社社長（－1944年）。1944年　死去

## 主な親族
- 小柳胖（第4代新潟日報社社長）
- 小柳誠（新潟日報社取締役）
- 小柳毅（共同火力発電専務）
- 小柳俊郎（新潟日報社総務局長）[1]